# Бойги
Бойгите (Boiga) са род змии от семейство Смокообразни (Colubridae). Това е голям род с включени 34 вида слабо отровни змии. Най-добре изучени са следните видове: петниста бойга (B. multomaculata), мангрова бойга (B. dendrophila), черноглава бойга (B. nigriceps), цейлонска бойга (B. ceylonensis), кучеглава змия (B. cynodon), индийска бойга (B. trigonata), изумрудена змия (B. cyanea).

## Физически характеристики
Според вида, възрастните екземпляри достигат 0,5 до 3 метра (максимум до 3,5 m). Тялото е елегантно, с триъгълно сечение. Характерни за бойгите са големите очи с вертикални зеници. На цвят варират от жълти и кафяви до черни, могат да са пъстри, на петна, на ивици (мангровата бойга). Слабо отровни змии. На голяма част от тях отровата не е добре изучена. Знае се, че за човека и по-едрите бозайници са сравнително безопасни. Отровните зъби са малки, задни, с външен канал. Отровата се вкарва чрез предъвкване.

## Разпространение и местообитание
Срещат се в Африка, Южна и Югозападна Азия, Северна и Източна Австралия, Филипините, Индонезия, Нова Гвинея, много острови в Тихия и Индийски океан.
Бойгите са едни от най-приспособимите змии. Обитават разнообразни хабитати – пустини, полупустини, джунгли, мангрови и дъждовни екваториални гори.

## Начин на живот
Повечето са дървесни змии, но някои видове водят полуводен начин на живот. Активни са главно нощем. Хранят се с дребни бозайници, птици и техните яйца, гущери, жаби, риба, други змии. Бойгите са агресивни.

## Допълнителни сведения
Интересен факт е, че вида Boiga irregularis е унищожил местната фауна на остров Гуам. Случайно дошли с кораби от Австралия или Индонезия екземпляри са се размножили до такава степен, че за десетина години са унищожили гущерите и 99% от птиците на острова.

## Видове
- Boiga andamanensis
- Boiga angulata
- Boiga anticeps
- Boiga barnesii
- Boiga beddomei
- Boiga bengkuluensis
- Boiga blandingi
- Boiga bourreti
- Boiga ceylonensis – Цейлонска бойга
- Boiga cyanea – Изумрудена змия
- Boiga cynodon
- Boiga dendrophila – Мангрова бойга
- Boiga dightoni
- Boiga drapiezii
- Boiga forsteni
- Boiga fusca
- Boiga gokool
- Boiga guangxiensis
- Boiga irregularis
- Boiga jaspidea
- Boiga kraepelini
- Boiga multifasciata
- Boiga multomaculata – Петниста бойга
- Boiga nigriceps – Черноглава бойга
- Boiga nuchalis
- Boiga ochracea
- Boiga philippina
- Boiga pulverulenta
- Boiga quincunciata
- Boiga ranawanei
- Boiga saengsomi
- Boiga schultzei
- Boiga siamensis (ocellata)
- Boiga tanahjampeana
- Boiga trigonata – Индийска бойга
- Boiga wallachi